# Smash (album)
Smash je tretji studijski album ameriške punk skupine The Offspring, ki je izšel 8. aprila 1994 pri založbi Epitaph Records.
Album je skupini prinesel mednarodno slavo, postal je prodajna uspešnica z več kot petimi milijoni prodanih izvodov in večkratno platinasto certifikacijo samo v Združenih državah Amerike, z več kot 10 milijoni prodanih izvodov po vsem svetu pa je postavil prodajni rekord za izdajo neodvisne založbe. Na lestvici Billboard 200 se je povzpel do 4. mesta. S hit singli, predvsem »Come Out and Play«, »Self Esteem« in »Gotta Get Away«, ki so jih redno vrteli na MTV in radiih, je postavil punk v mainstream in skupaj z albumom Dookie skupine Green Day odprl vrata pop punk sceni devetdesetih let.
Uspeh albuma je pritegnil pozornost velikih založb, kar je skupini leta 1996 prineslo podpis pogodbe s Columbia Records. Smash in njegov predhodnik Ignition sta bila ponovno izdana 17. junija 2008 ob izdaji osmega studijskega albuma Rise and Fall, Rage and Grace. Ob 20. obletnici izdaje, avgusta 2014, je izšla še posebna izdaja Smash v kompletu, ki je vseboval remasteriziran album na CD-ju in gramofonski plošči z drugačno naslovnico ter knjižico večjega formata s prej neizdanimi arhivskimi fotografijami.

## Seznam skladb
Vse pesmi je napisal in uglasbil Dexter Holland, razen kjer je posebej označeno .
| Št.             | Naslov                                                                                   | Dolžina |
| --------------- | ---------------------------------------------------------------------------------------- | ------- |
| 1.              | „Time to Relax‟ (Intro)                                                                  | 0:25    |
| 2.              | „Nitro (Youth Energy)‟                                                                   | 2:27    |
| 3.              | „Bad Habit‟                                                                              | 3:43    |
| 4.              | „Gotta Get Away‟                                                                         | 3:52    |
| 5.              | „Genocide‟                                                                               | 3:33    |
| 6.              | „Something to Believe In‟                                                                | 3:17    |
| 7.              | „Come Out and Play‟ (»Come Out and Play (Keep 'Em Separated)« na remasterizirani izdaji) | 3:17    |
| 8.              | „Self Esteem‟                                                                            | 4:17    |
| 9.              | „It'll Be a Long Time‟                                                                   | 2:43    |
| 10.             | „Killboy Powerhead‟ (priredba skladbe skupine The Didjits)                               | 2:02    |
| 11.             | „What Happened to You?‟                                                                  | 2:12    |
| 12.             | „So Alone‟                                                                               | 1:17    |
| 13.             | „Not the One‟                                                                            | 2:54    |
| 14.             | „Smash‟ ()                                                                               | 10:42   |
| Skupna dolžina: | Skupna dolžina:                                                                          | 46:47   |

1. ↑  »Smash« se konča ob 2:52, sledi govorni del do 3:05, nato melodija »Change the World« do 4:10, ob 9:10 pa se prične bonus pesem »Come Out and Play (Acoustic Reprise)«